# لی جونگ شین
لی جونگ شین (کره‌ای: 이정신؛ زادهٔ ۱۵ سپتامبر ۱۹۹۱) موسیقی‌دان، خواننده، رپر و بازیگر اهل کره جنوبی است. او نوازنده گیتار بیس گروه راک کره‌ای سی‌ان‌بلو است که این گروه در ۱۴ ژانویه ۲۰۱۰ فعالیتش را آغاز کرد.

## فیلم‌شناسی

### مجموعه تلویزیونی
| سال  | عنوان                    | نقش            | توضیحات                      | منابع |
| ---- | ------------------------ | -------------- | ---------------------------- | ----- |
| ۲۰۱۲ | خانواده جدید             | خودش           | حضور افتخاری                 |       |
| ۲۰۱۲ | دخترم سویونگ             | کانگ سونگ جه   |                              |       |
| ۲۰۱۳ | گل و شمشیر               | شی وو          |                              |       |
| ۲۰۱۴ | وسوسه                    | نا هونگ گیو    |                              |       |
| ۲۰۱۵ | دراما سیتی – متشکرم پسرم | جانگ شی وو     | درام تک قسمتی                |       |
| ۲۰۱۵ | دختری که بوها را می‌بیند  | خودش           | حضور افتخاری (قسمت ۶)        |       |
| ۲۰۱۶ | سیندرلا و چهار شوالیه    | کانگ سو وو     |                              |       |
| ۲۰۱۷ | دختر پرروی من            | کانگ جون یونگ  |                              |       |
| ۲۰۱۸ | عشق اول من               | کانگ شین وو    |                              |       |
| ۲۰۱۸ | صدا                      | لی جه ایل      | حضور افتخاری (فصل ۲، قسمت ۸) |       |
| ۲۰۲۲ | ستاره‌های دنباله‌دار       | دو سو هیوک     |                              |       |
| ۲۰۲۴ | هفت فراری                | هوانگ چان سونگ |                              | [ ۱ ] |